# Thomas Helwys
Thomas Helwys era un  pastor bautista, nació en Gainsborough, en 1550, y murió en 1616. Fue uno de los principales fundadores del movimiento bautista en el siglo XVII. 

## Biografía
Helwys nació en 1550 en  Gainsborough, Inglaterra, Edmund y Margaret Helwys, que eran descendientes de una vieja familia normanda que poseía tierras.  Edmund había vendido sus propiedades en Lincolnshire y Northamptonshire y había tomado un contrato de arrendamiento en Broxtowe Hall En 1590, cuando su padre murió, Helwys asumió el control. En 1593, dejó el cuidado del patrimonio a uno de los amigos de su padre y comenzó estudios de derecho en Gray's Inn, una de las cuatro escuelas de derecho (Inns of Court ) de Londres. Después de completar sus estudios en 1593, Thomas pasó algún tiempo en la capital.
Helwys se casó con Joan Ashmore en la Iglesia de San Martín en Bilborough en 1595. Tuvieron siete hijos en los próximos doce años y viven en Broxtowe Hall. Mientras tanto, la casa de Helwys se convirtió en un refugio para los primeros puritanos, uno de los muchos grupos disidentes ingleses en la Iglesia Anglicana. Helwys desarrolla una conexión cercana con los disidentes, como John Smyth. Helwys y su esposa se convierten en miembros comprometidos de la congregación de Smyth en  Gainsborough.

### Ministerio
En 1607, emigró a Ámsterdam con un grupo de creyentes y John Smyth. Es uno de los líderes de la fundación de la primera Iglesia bautista en 1609. En 1611 publicó la primera confesión de fe bautista Una declaración de fe del pueblo inglés. Helwys y otros creyentes se separan de Smyth debido a algo diferente en la cristología. Regresó a Inglaterra en 1612, para fundar una iglesia bautista general en Spitalfields, al este de Londres. Ese mismo año, publicó "Una breve declaración sobre el misterio de la iniquidad", una crítica de  Brownismo, puritanismo y papado. Este libro es uno de los primeros motivos de libertad religiosa en Inglaterra y Gales. Para Helwys, la libertad religiosa es un derecho para todos. En este libro, afirma que incluso el poder de la monarquía depende de Dios. Jacobo I de Inglaterra y VI de Escocia respondió enviándolo a prisión, donde permaneció hasta su muerte en 1616.